# Columba oliviae
Columba oliviae ou pombo da Somália é uma espécie de ave da família Columbidae. Quase nenhuma pesquisa foi realizada sobre estas aves, o que torna difícil saber seu estado de conservação. Foi sugerido que a espécie invasora Columba guinea, popularmente conhecida como pombo-malhado, pode ser uma ameaça às populações de Columba oliviae, o que ainda não foi confirmado.

## Distribuição
É endémica do norte da Somália.
Os seus habitats naturais são: campos de gramíneas de clima temperado, semi-desertos e regiões rochosas ao longo da costa.